# August Grahl

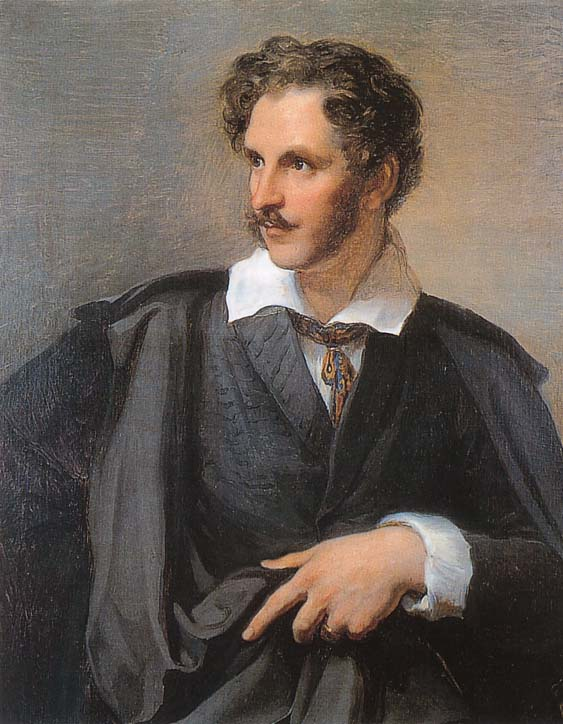
August Grahl, porträtiert von Vincenzo Camuccini

August Grahl (August Friedrich Joachim Heinrich Grahl; * 26. Mai 1791 in Poppentin, Mecklenburg; † 13. Juni 1868 in Dresden) war ein bedeutender deutscher Miniaturmaler des 19. Jahrhunderts, der viele seiner berühmten Zeitgenossen porträtierte.

## Leben

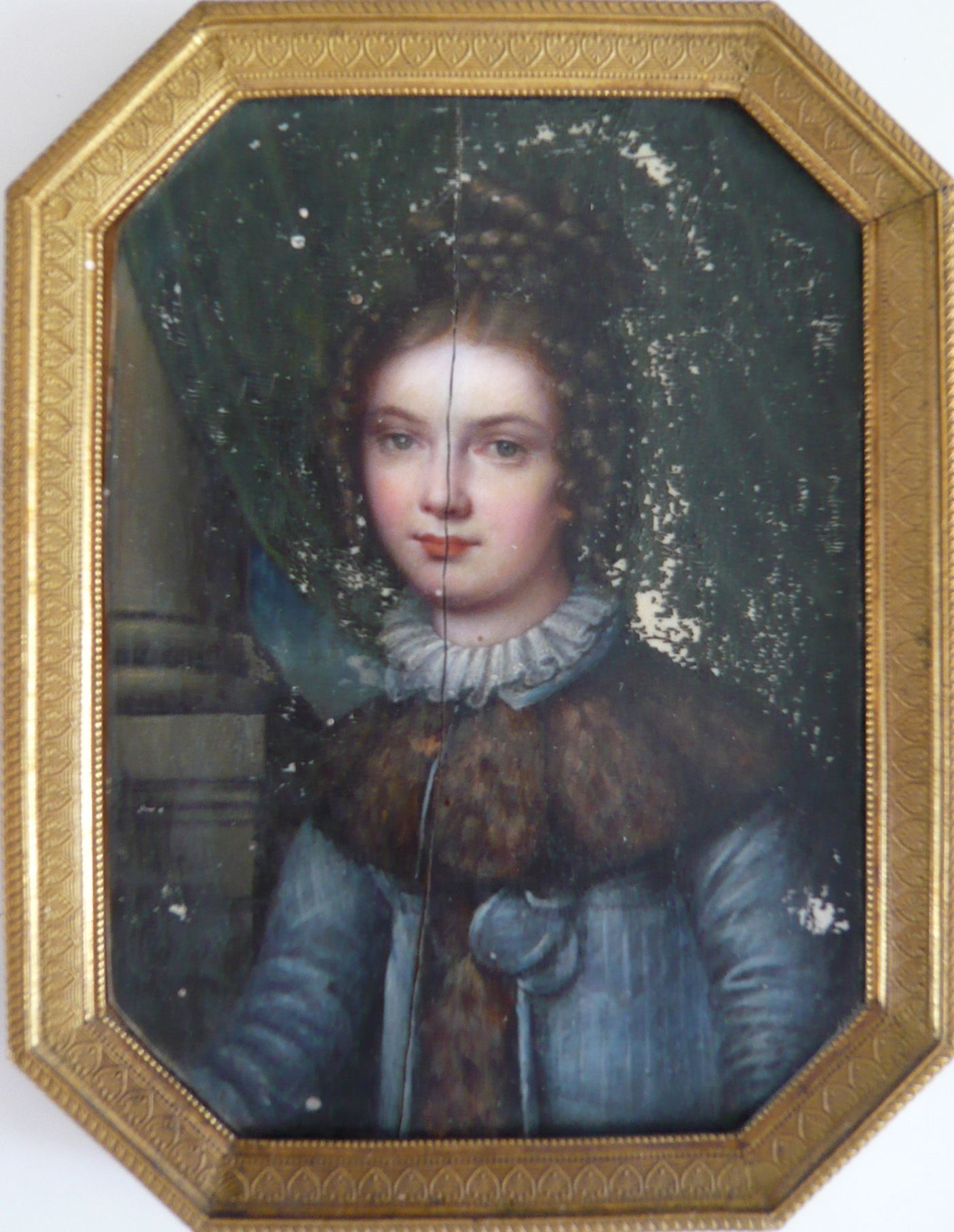
Porträt seiner ersten Frau auf Elfenbein (um 1819)

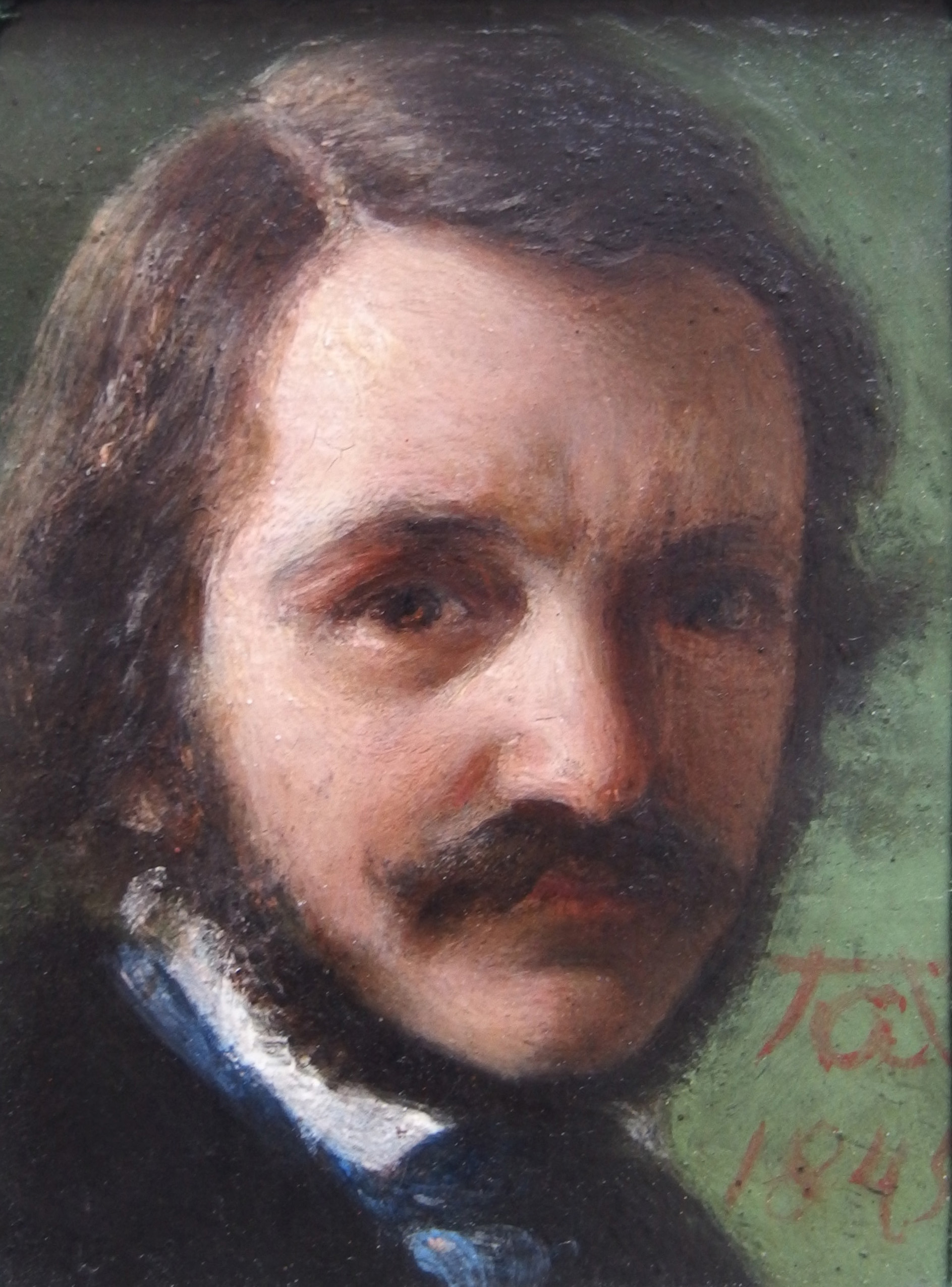
August Grahl Selbstporträt auf Elfenbein (1849)

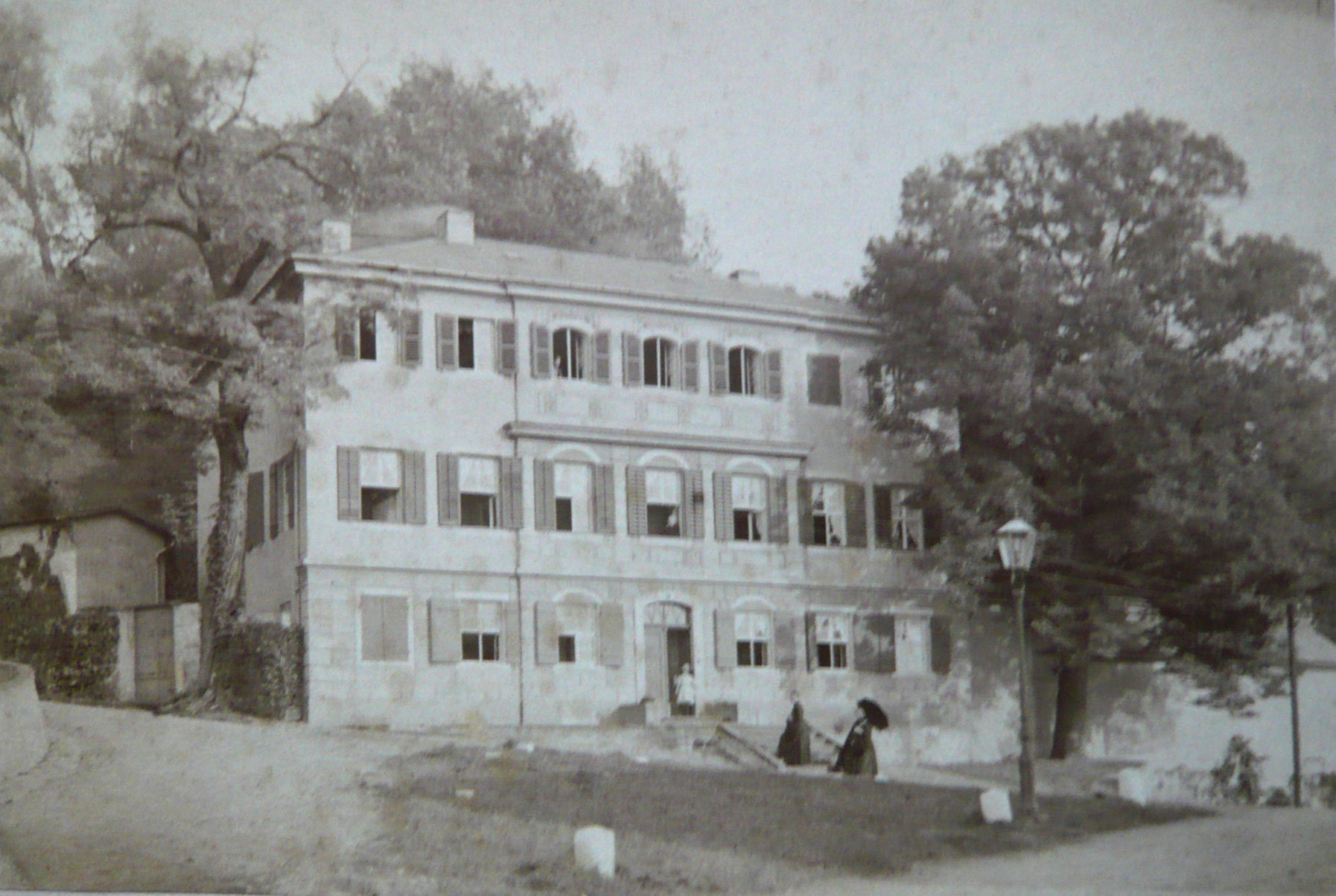
Sommerhaus in Loschwitz, um 1868

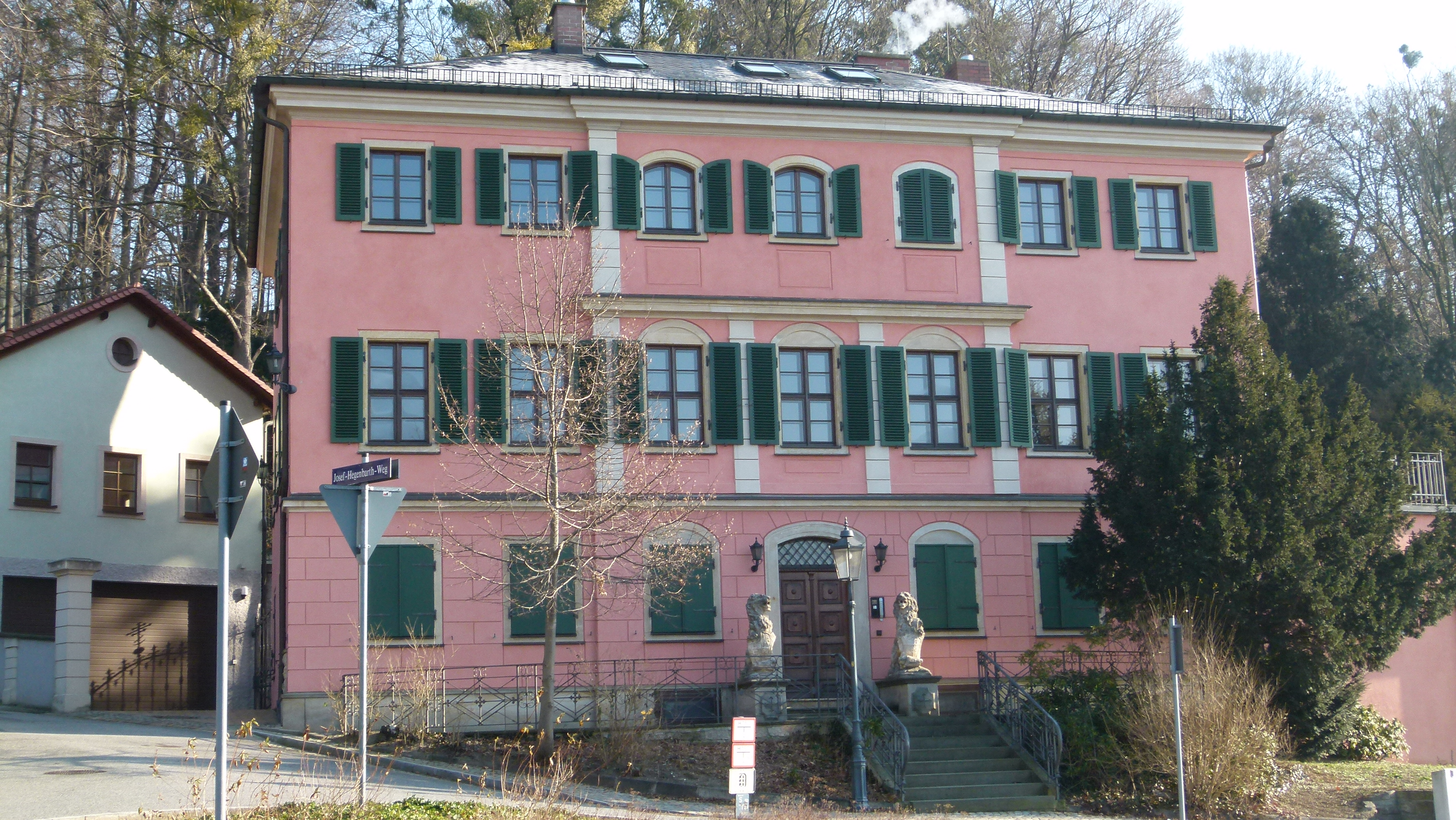
Grahlsches Haus in Loschwitz, Pillnitzer Landstraße 63

August Grahl wurde als Sohn des Berliner Hofjuweliers Johann Christian Gottlieb Grahl geboren. Von 1811 bis 1812 studierte er an der Königlich Preußischen Akademie der Künste in Berlin. 1813 schloss er sich den Schwarzen Husaren unter Ludwig Adolf Wilhelm von Lützow in den Befreiungskriegen an und avancierte bis zum Offizier.
Im Jahre 1816 erhielt Grahl seinen ersten Auftrag, ein Porträt des preußischen Königs Friedrich Wilhelm III., dies anhand der Vorlage eines Gemäldes des Malers François Gérard in Paris. In den Jahren 1817–1818 reiste er nach Italien, Rom, Florenz, Venedig und Bologna. 1818 wohnte er in Berlin in der Jägerstraße 25. 1819 heiratete Grahl seine erste Frau Caroline Schlesicke (* 1795) in Potsdam. Sie starb sehr jung im Alter von 25 Jahren am 29. Januar 1821.
1823 ging er nach Wien und dann wieder Rom, wo er bis 1830 zusammen mit seinem Freund Julius Schnorr von Carolsfeld im Palazzo Caffarelli als Gast des deutschen Botschafters von Bunsen lebte. Auch sein Freund Wilhelm Hensel, welcher sich in Rom mit einem Reisestipendium aufhält, ist dort zu Gast. Grahl malte kleine Porträts auf Elfenbein, die damals in Mode waren. Unter anderem verschiedene Mitglieder der Familie de Beauharnais, z. B. die Stieftochter von Napoleon I., Hortense, den junge Napoleon, genannte Plon Plon und dessen Bruder Jérôme Bonaparte. Im Winter 1829/30 rief ihn ein Porträtauftrag nach Bad Gastein. Dort lernte er die Familie Oppenheim kennen, welche die ganze erste Etage im Hotel Straubinger reserviert hatten. Der Bankier Martin Wilhelm Oppenheim beauftragte Grahl seine Tochter Elisabeth Julie zu porträtieren, seine zukünftige Ehefrau. 1830 porträtierte Grahl in Rom den dänischen Bildhauer Bertel Thorvaldsen.
1830 ging er nach Berlin zurück. 1831 folgte eine Auftragsreise nach London. In Windsor porträtierte Grahl Queen Adelaide und viele Mitglieder der Hofgesellschaft. Nach seinem Aufenthalt in England folgte der Künstler der zeitgenössisch Tendenz und fügte den elfenbeinernen Platten ein Stück von Holz oder Pappe hinzu bis zu einer Größe von zu 40 × 40 cm.
1832 wieder zurück in Deutschland heiratete er die 18-jährige Elisabeth am 7. Februar 1832 in ihrer Geburtsstadt Königsberg. Sie lebten in Königsberg und Berlin.
1835 ließ sich die Familie Grahl in Dresden nieder und wohnten am Neumarkt. 1840 bezogen sie das Obergeschoss der Villa Rosa, welche auf Anraten Grahls, im Auftrag seines Schwiegervaters Martin Wilhelm Oppenheim als Sommerhaus von Gottfried Semper errichtet wurde. Die Parterre des Palais Oppenheim an der Bürgerwiese wurde zum Wintersitz, in welchem sich das Atelier im Hinterhaus befand. 1865 erwarb August Grahl eine alte Villa in Loschwitz auf der Pillnitzer Landstraße 63. Diese gehörte einer Nichte des Hieronymus Carl Friedrich von Münchhausen. Sein Sohn Otto Gustav Grahl übernahm als Architekt die Erweiterungs- und Vergrößerungspläne. Der Umbau konnte aber erst ein Jahr später in Angriff genommen werden, da Ende des Winters der Preußisch-Deutscher Kriegs abzusehen war. August Grahl hatte die Fertigstellung nicht mehr miterlebt. Er starb am 13. Juni 1868 im Kreis seiner Familie.
Er hatte eine gesellige Natur und sein Haus war immer offen, jeder Fremde wurde eingeführt und einer brachte den anderen mit. Er stand in Kontakt mit Malern, Musikern, Schauspielern, Schriftstellern, Philosophen: Christian Daniel Rauch, Julius Schnorr von Carolsfeld, Christian Karl Josias von Bunsen, Eduard Bendemann, Julius Hübner, Peter Cornelius, Alfred Rethel, Hermann Hettner, Hermann Plüddemann, Ludwig Tieck, Ernst Moritz Arndt, Wilhelm und Alexander von Humboldt, Karl Gutzkow, Berthold Auerbach, Otto Roquette, Ernst Rietschel, Felix Moscheles, Fanny Lewald, die Devrients, Bogumil Dawison, Jenny Lind und viele mehr.
Als Miniaturmaler hat er mehr oder weniger 20 Jahre gewirkt. Viele seiner Werke sind in der Tradition der Miniaturmalerei auf Elfenbein gemalt. In den langen Jahren seines römischen Aufenthaltes beschäftigte er sich vor allem mit der Maltechnik frühitalienischer Maler. Er grübelte darüber nach, mit welchen Farben und Bindemitteln dieselben gemalt hätten, um die Leuchtkraft und Helligkeit, die niemals nachdunkelte, zu erreichen. Selbstverständlich waren die Bilder nicht mit Öl gemalt. Die trockenen, reinen Farben wurden selbst gerieben und mit einem Bindemittel verbunden. Und nach dieser Verbindung hat er bis in sein hohes Alter gesucht und nicht ohne Resultat. Durch unzählige Versuche, schon in Rom und später in Dresden gelang es ihm, ein Bindemittel zu finden und bei seiner eigenen Malerei anzuwenden; und manches Porträt von ihm legt Zeugnis dafür ab, dass er vielleicht das Richtige gefunden hatte. Dieses wurde in Deutschland bekannt und unzählige Maler kamen deshalb von auswärts und besuchten ihn, um sich auch in den Besitz dieser Kenntnis zu setzen. Er behielt aber seine Erfindung für sich, weil er sagte, es käme nicht nur auf die Bereitung des Bindemittels an, sondern ebenso auf die Art, wie dasselbe aufgetragen würde. Er wünschte sich eine Professur an der Akademie in Dresden, um diese Malerei zu lehren, aber dieser Wunsch wurde nicht erfüllt und so hat er seine jahrelange Arbeit mit ins Grab genommen.

## Familie

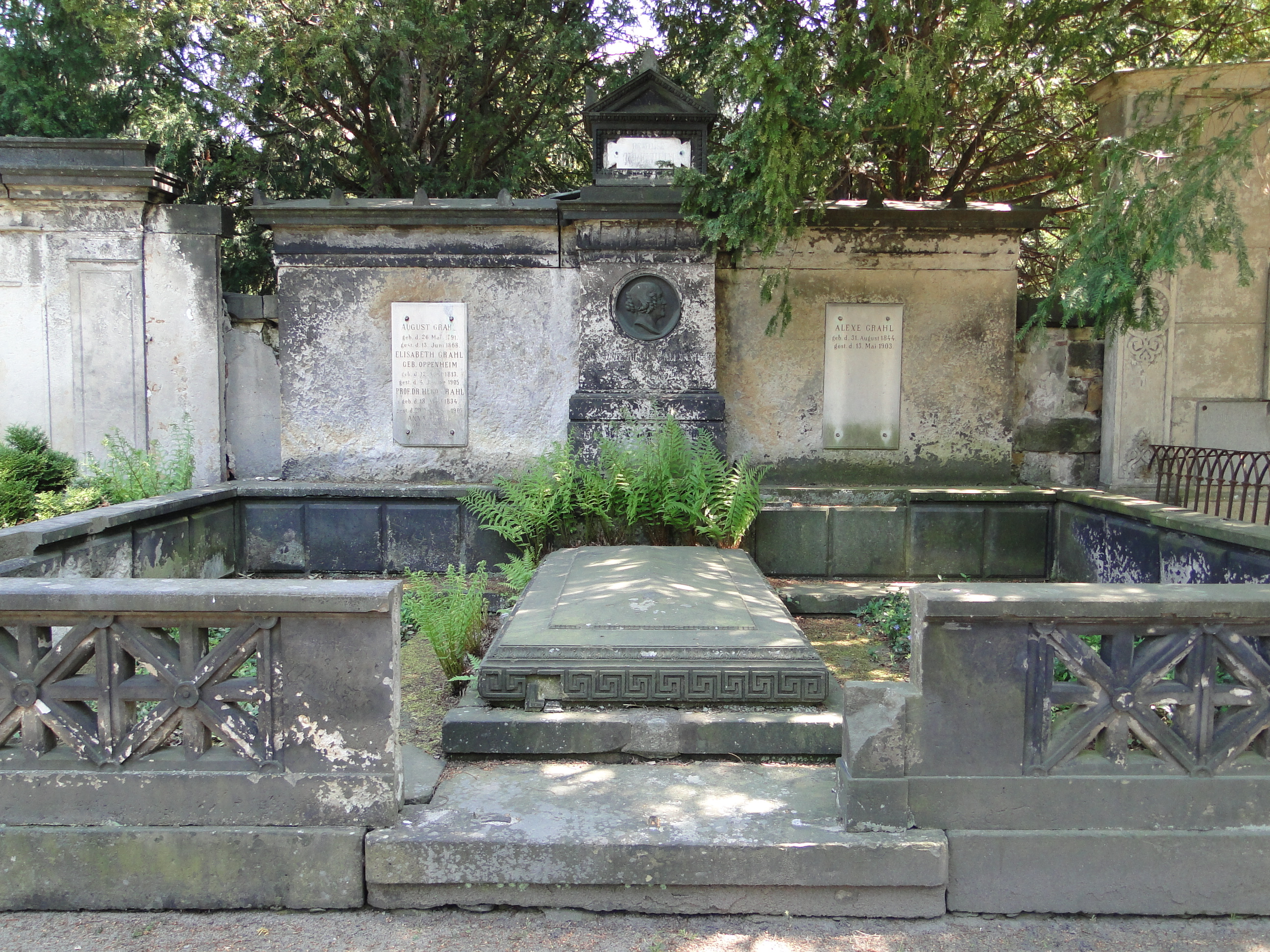
Grahls Grab auf dem Trinitatisfriedhof in Dresden

1819 heiratete August Grahl die Mecklenburgerin Philippine Ferdinandine Caroline Schlesikke (1795–1821), welche mitsamt seinem Kind sehr jung verstarb. Durch einen Porträtauftrag lernte Grahl 1830 Elisabeth Oppenheim (1813–1905), Tochter des Bankiers Martin Wilhelm Oppenheim (* 1781 in Königsberg i. Pr.; † 1863 in Dresden) kennen; 1832 fand die Hochzeit in Königsberg statt. Sie hatten neun Kinder, von denen zwei sehr früh starben:
1. Maria Elisabeth Henrietta Philippina, genannt Marie (1832–1895) ⚭ 1850 Alfred Rethel, Maler
  1. Elisabeth Rethel, genannt Else (1853–1933), Malerin und Sängerin ⚭ 1873 Karl Rudolf Sohn (1845–1908), Maler und Professor der Kunstakademie Düsseldorf; weiter bei Sohn-Rethel (Malerfamilie)
2. Hugo Grahl (1834–1905) Agrarwissenschaftler ⚭ 1865 Anna Kummer (1844–1925), Tochter des Malers Carl Robert Kummer
3. Rose Grahl (1835–1909) ⚭ 1875 Adolf Stengel, Agrarwissenschaftler
  1. Lili Stengel (* 1881) ⚭ 1909 Friedrich Voelcker, Chirurg und Urologe
4. Martha Grahl (* 1837), sie wurde nur fünf Monate alt
5. Anna Grahl (1838–1897) ⚭ 1865 Hermann Hettner, Literaturwissenschaftler
  1. Alfred Hettner (1859–1941), Geograph ⚭ 1899 Bertha Rohde (1879–1902); ⚭ 1925 Marie Mall († 1955)
  2. Marie Anna Elisabeth Hettner (1860–1905) ⚭ 1886 Friedrich (Fritz) Wilhelm Jakob Ostermayer (1859–1925), Konservator und Kunstwart in Dessau
  3. Hermann Martin Hettner (1862–1884)
  4. Franz Hettner (1863–1946), Verwaltungsjurist, sächsischer Politiker und Richter ⚭ 1893 Anna Elise Stübel (* 1870)
  5. Rosa Hettner (1865–1934) ⚭ 1886 Richard Schmaltz (1865–1935), Arzt
  6. Erich Hettner (1868–1933), Unternehmer, Gründer der Bohrmaschinenfabrik Hettner ⚭ 1900 Grete Unger (1881–1959)
  7. Otto Hettner (1875–1931), Maler ⚭ Jeanne Alexandrine Thibert
    1. Roland Hettner (1905–1978), Maler und Keramiker
    2. Sabine Hettner (1907–1985), Malerin
6. Otto Grahl (1839–1875) Architekt
7. Felix Grahl (1841–1842), er wurde nur ein Jahr alt
8. Alexe Grahl (1844–1903), Fotografin
9. Katharina Grahl, genannt Käthe (1847–1933) ⚭ Leopold Just (1841–1891), Botaniker
  1. Gerhard Just, Chemiker

August Grahl ist der Urgroßvater der Maler Alfred Sohn-Rethel, Otto, Karli Sohn-Rethel und Mira Heuser, sowie der Ururgroßvater des Nationalökonomen Alfred Sohn-Rethel sowie der Onkel des Arztes Gustav Adolf de Grahl.
Das Ehepaar Grahl ist begraben in Dresden auf dem Trinitatisfriedhof, in einem von Gottfried Semper für die Familie Oppenheim entworfenen Grab.

## Künstlerische Bedeutung

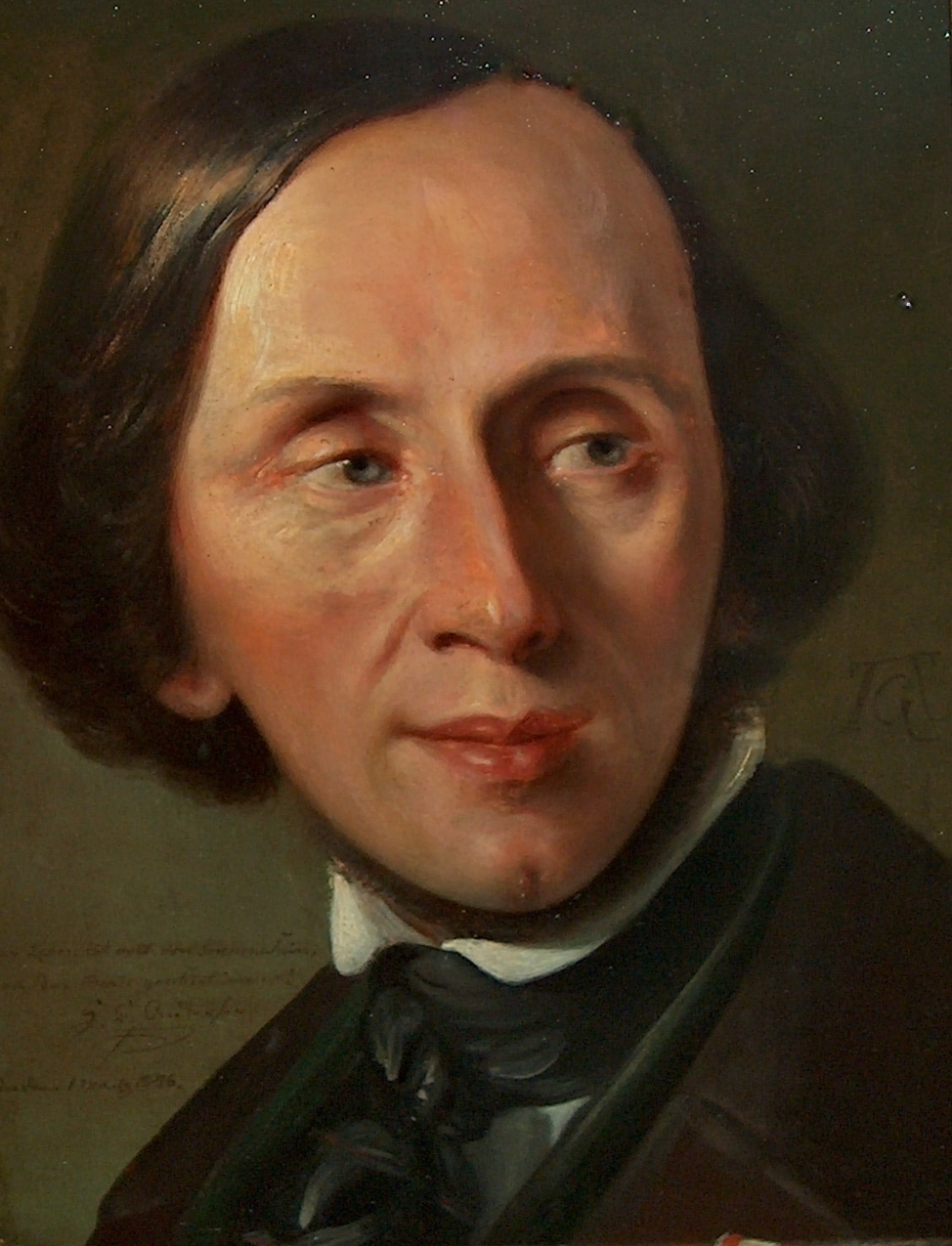
Hans Christian Andersen (Dresden 1846)

Grahl gilt als einer der bedeutendsten Miniaturmaler und Porträtisten des 19. Jahrhunderts. Bekannt wurde er 1816 durch ein Porträt des preußischen Königs Friedrich Wilhelm III. Heute noch besonders bekannt ist sein 1846 in Dresden entstandenes Porträt von Hans Christian Andersen, das im Andersen-Museum in Odense hängt, oder sein Porträt der Tochter Wilhelm von Humboldts, Gabriele von Bülow. Neben der großen Qualität seiner Bilder liegt seine Bedeutung vor allen Dingen in der Vielzahl von bedeutenden Zeitgenossen, denen er begegnet ist und die er gemalt hat. Unter seibern Modellen waren unter anderem bekannte Persönlichkeit wie Zarin Maria Fjodorowna von Russland, Gräfin Delfina Potocka, Gräfin Poniatowski, Architekt Karl Friedrich Schinkel, Königin Pauline von Württemberg, Laetitia Bonaparte, Königin Hortense de Beauharnais, Königin Christine von Spanien, Felix Mendelssohn Bartholdy und viele mehr.
Sieben Miniaturbilder befinden sich in Kunstmuseen von Dresden, Karlsruhe, Nantes und im Privatbesitz. Er geriet lange in Vergessenheit, bevor Ernst Lemberger ihn wiederentdeckte. Lemberger teilte Grahls Miniaturen in drei Gruppen: Originale, die in den Besitz der Modelle kam; Kopien, die er für sich malte und behielt; Skizzen, in denen er nur der Kopf gemalt hatte.
Bedeutung hat August Grahl auch als Kunstsammler von Bildern und Lithographien vorwiegend italienischer Provenienz erlangt. Im April 1885 wurde ein großer Teil seiner Kollektion von Messrs Sotheby, Wilkinson & Hodge in London verkauft. In Deutschland wurden Interessenten an A. Twietmeyer aus Leipzig verwiesen.

## Werke (Auswahl)

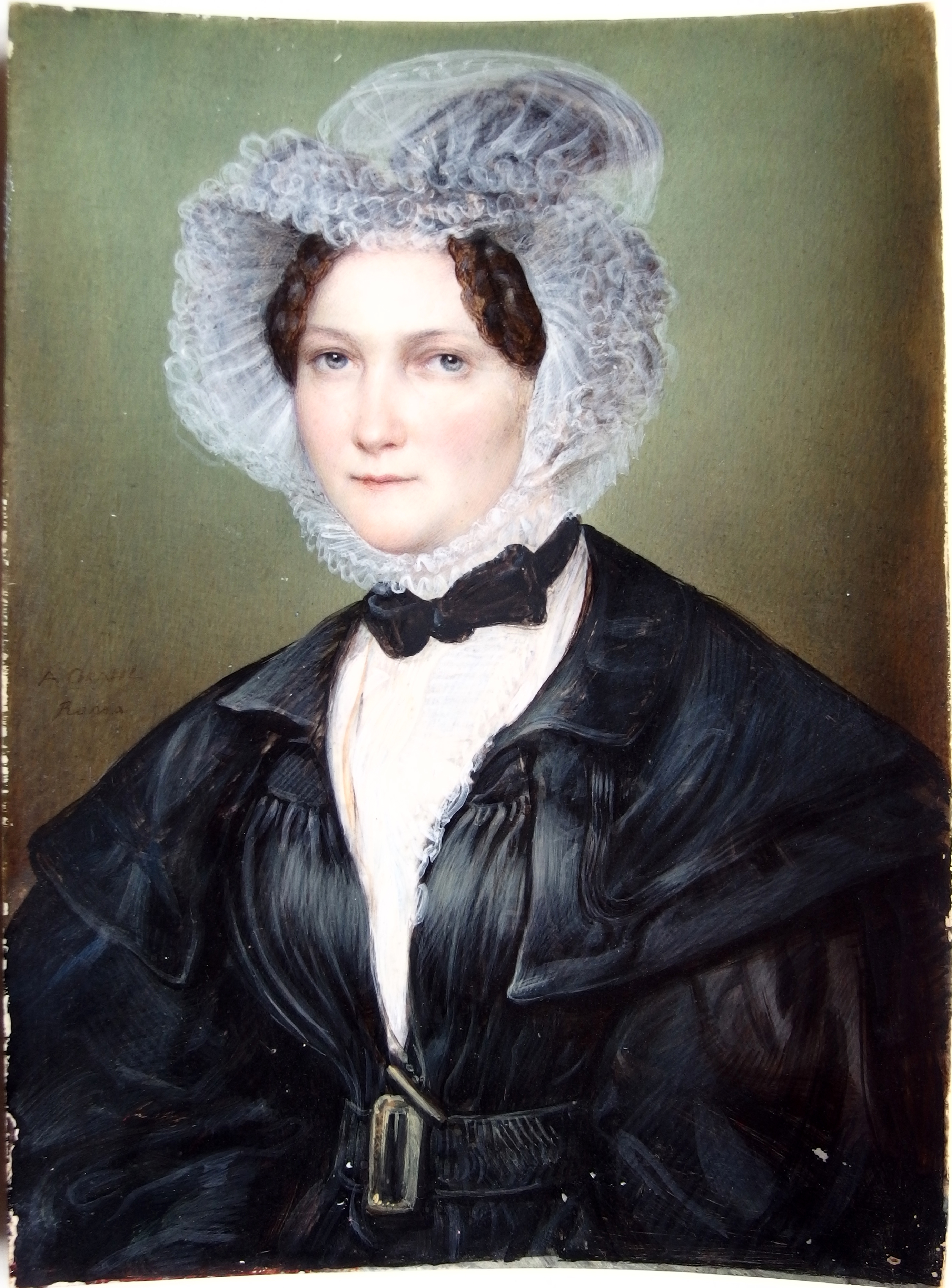
Rosa Oppenheim, um 1830, nach welcher die Villa Rosa in Dresden benannt wurde
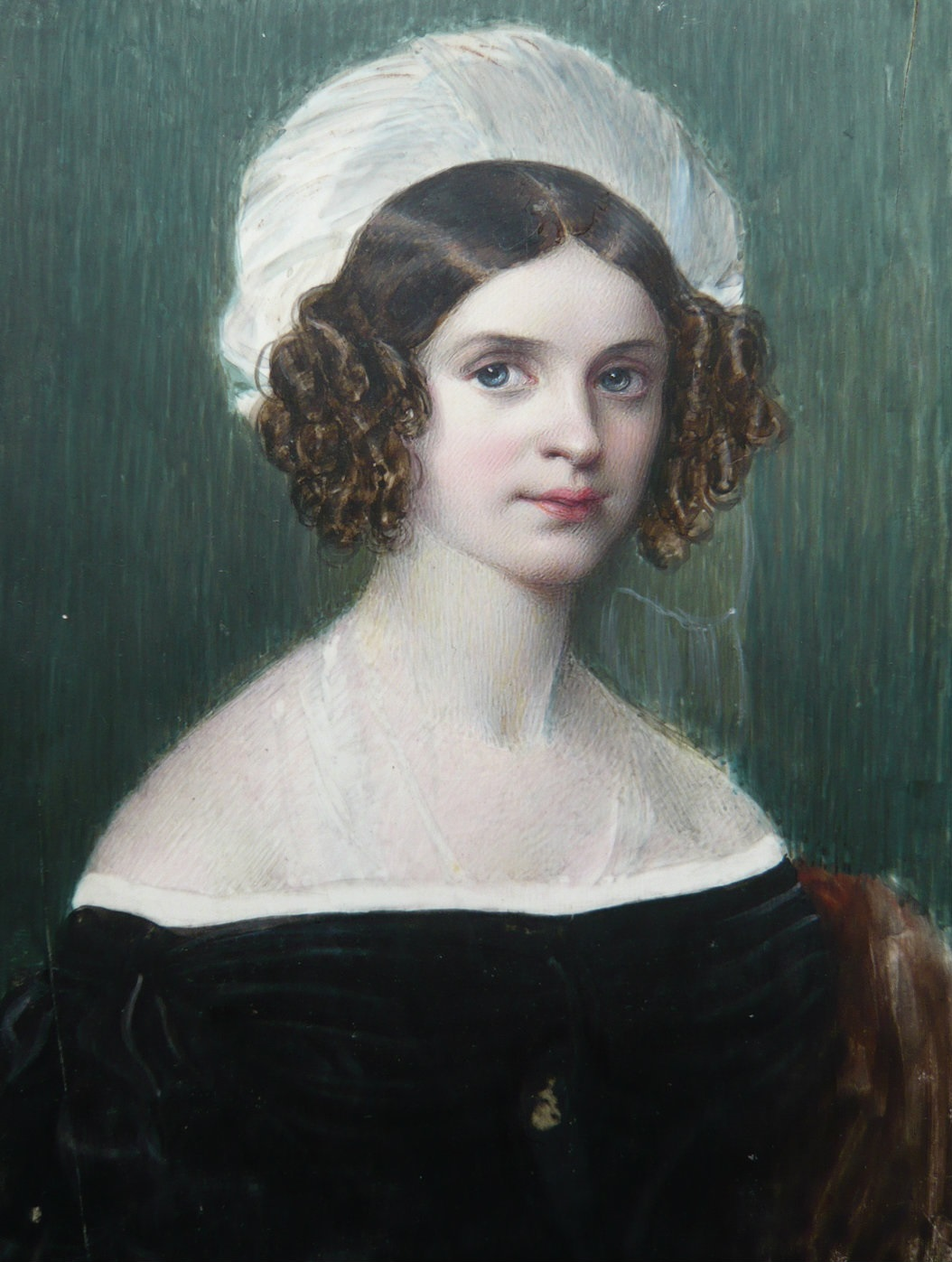
eine Prinzess von Sachsen, Tochter des König Johann I. von Sachsen
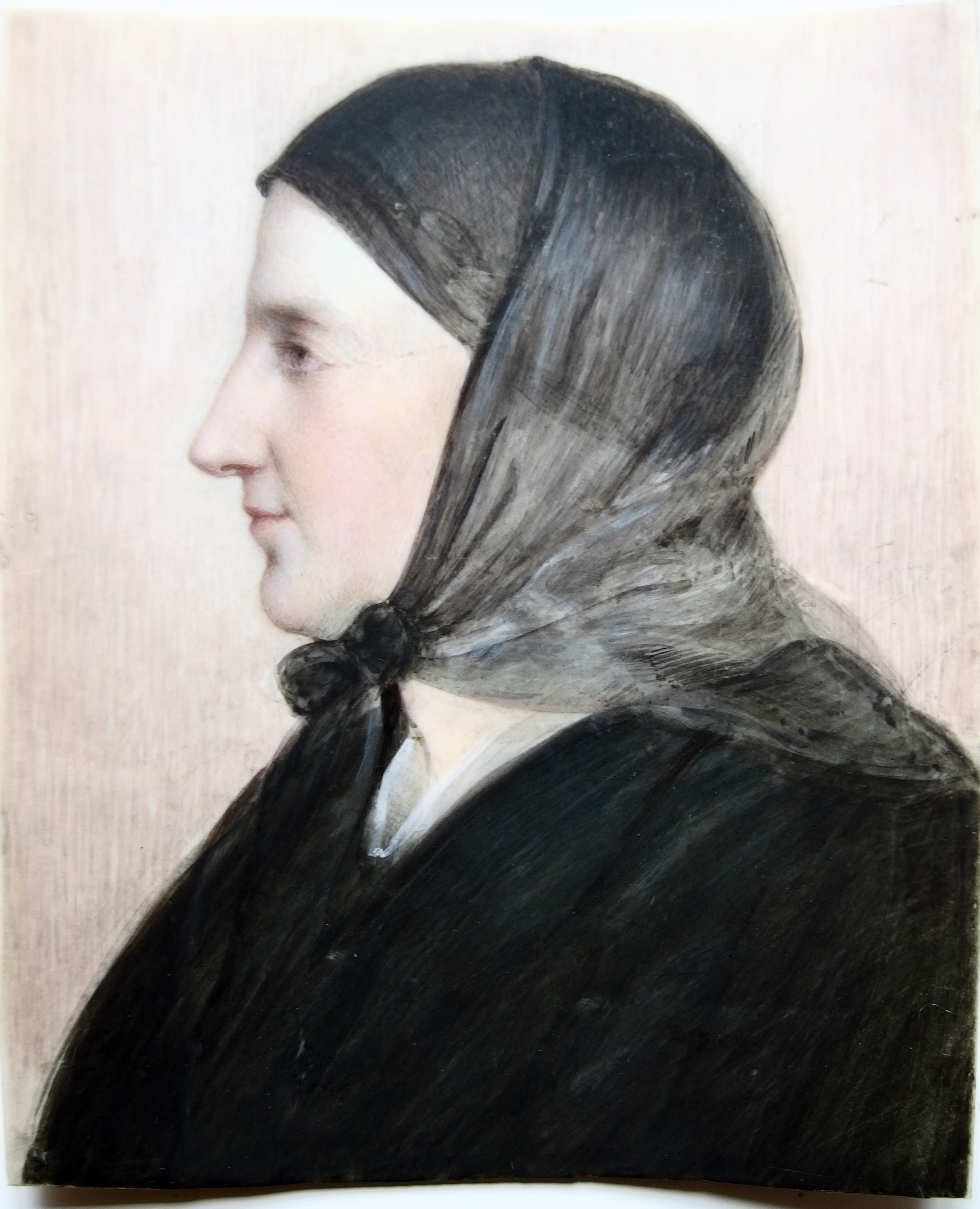
Mrs Waddington, 1831, Schwiegermutter von Christian Karl Josias von Bunsen
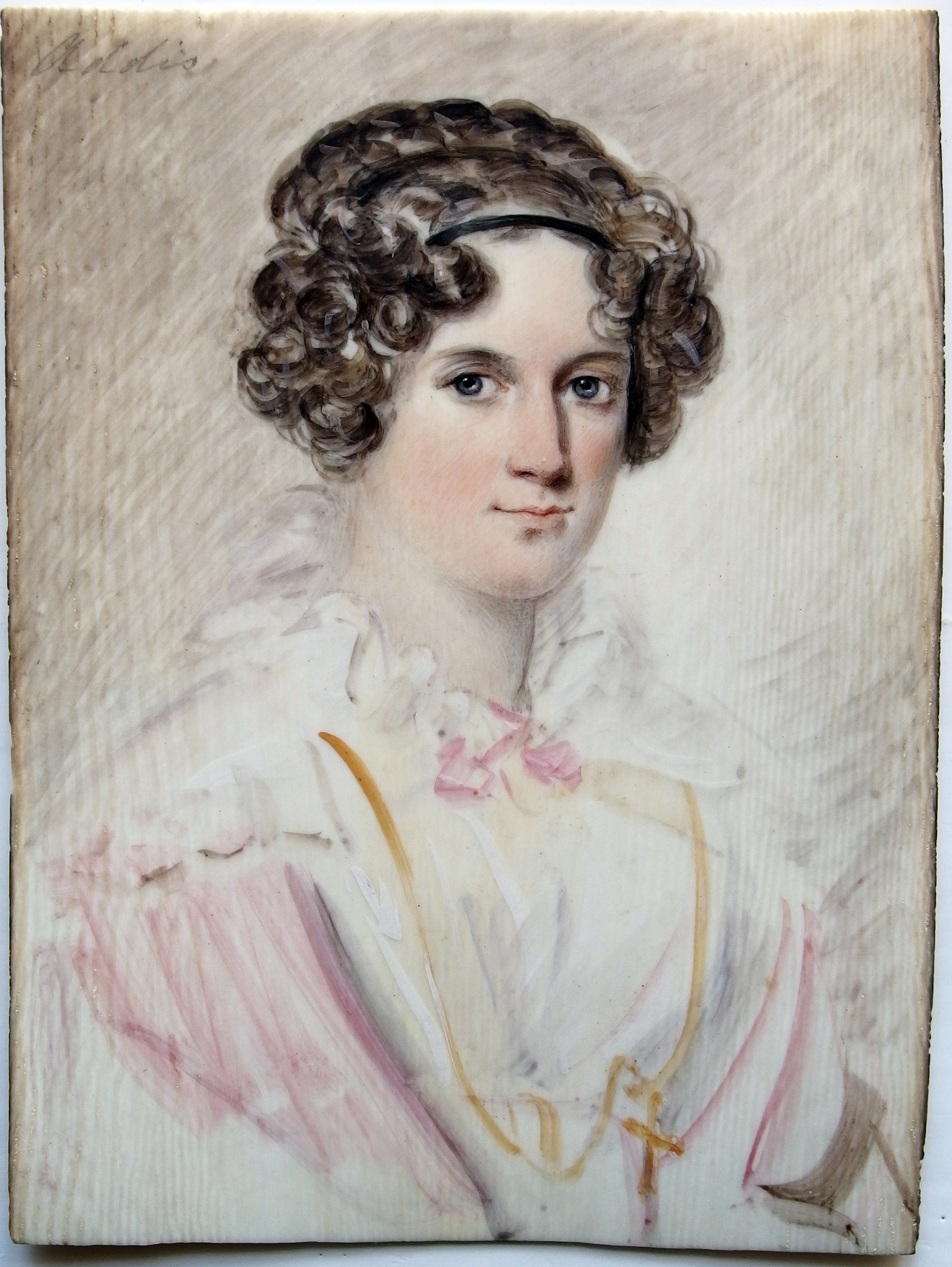
Mrs Julia Hobhouse Gattin von John Hobhouse, 1. Baron Broughton
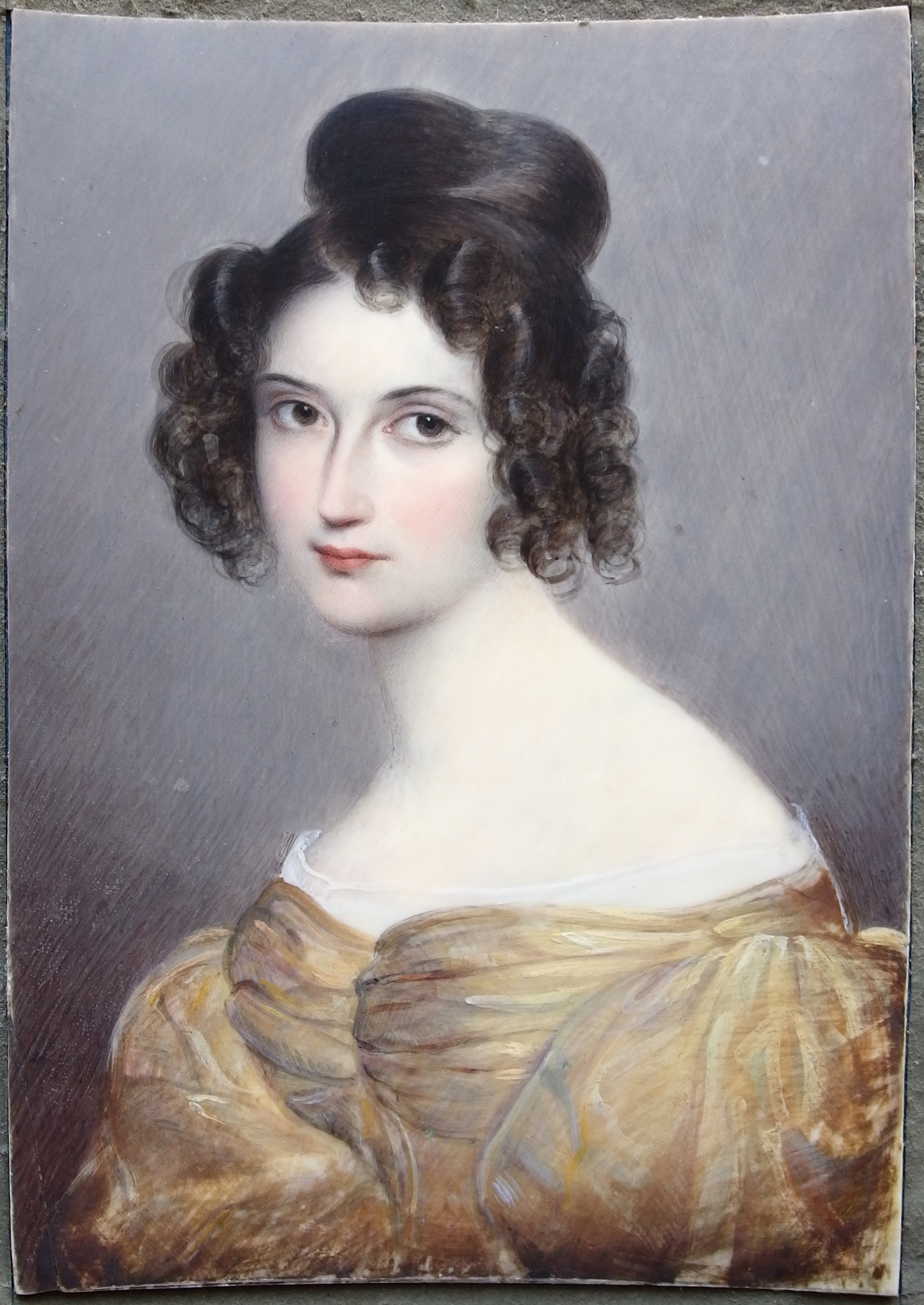
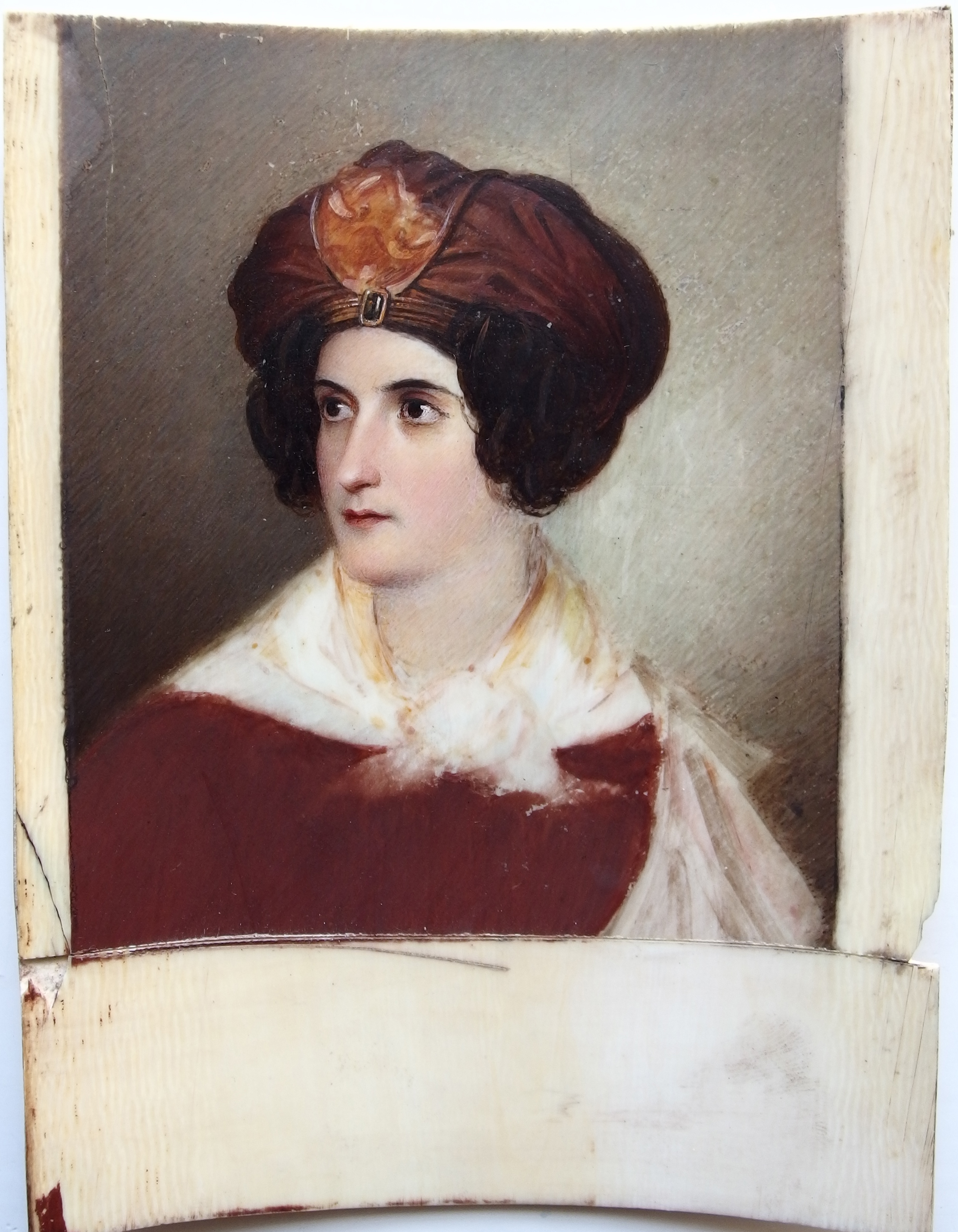
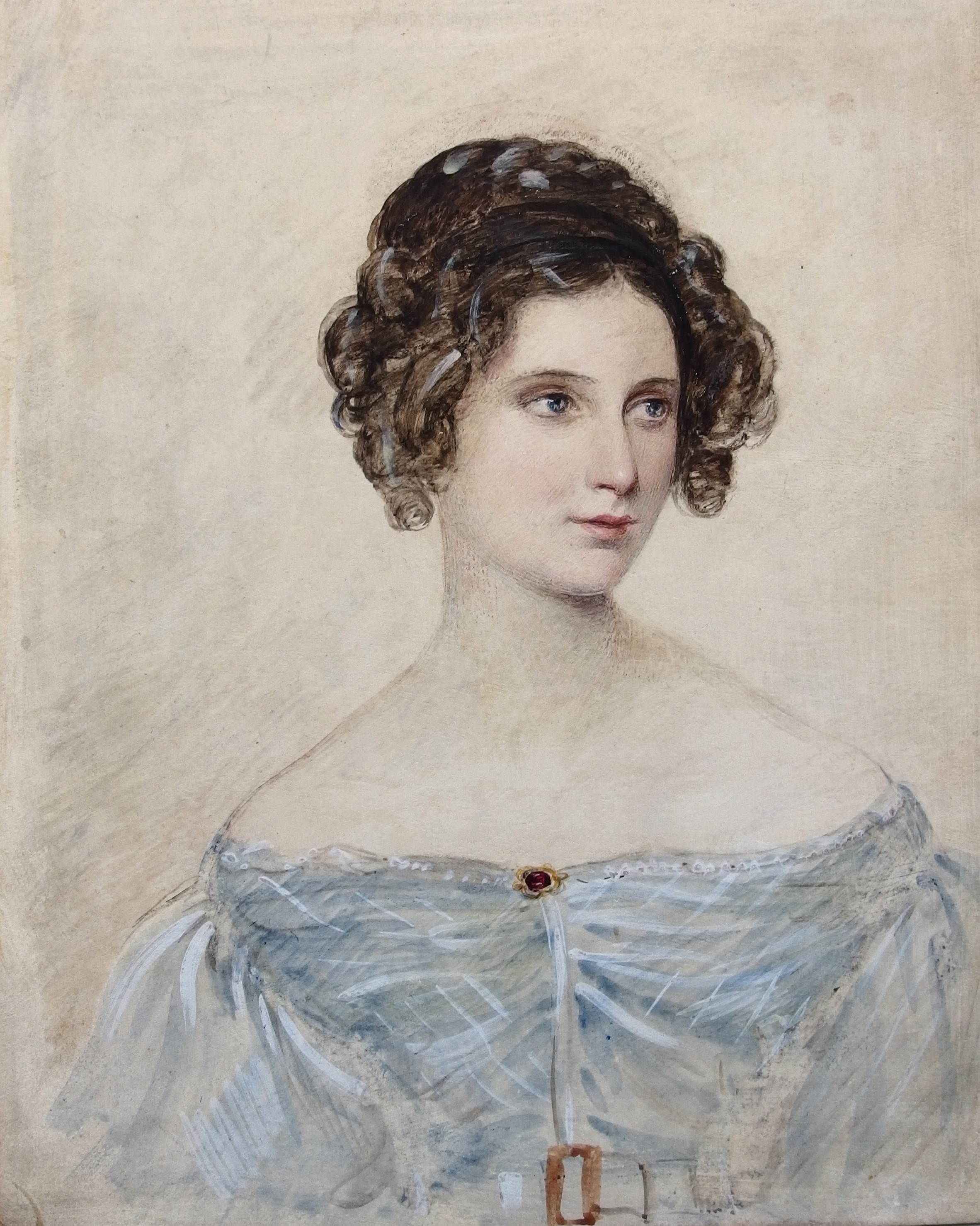
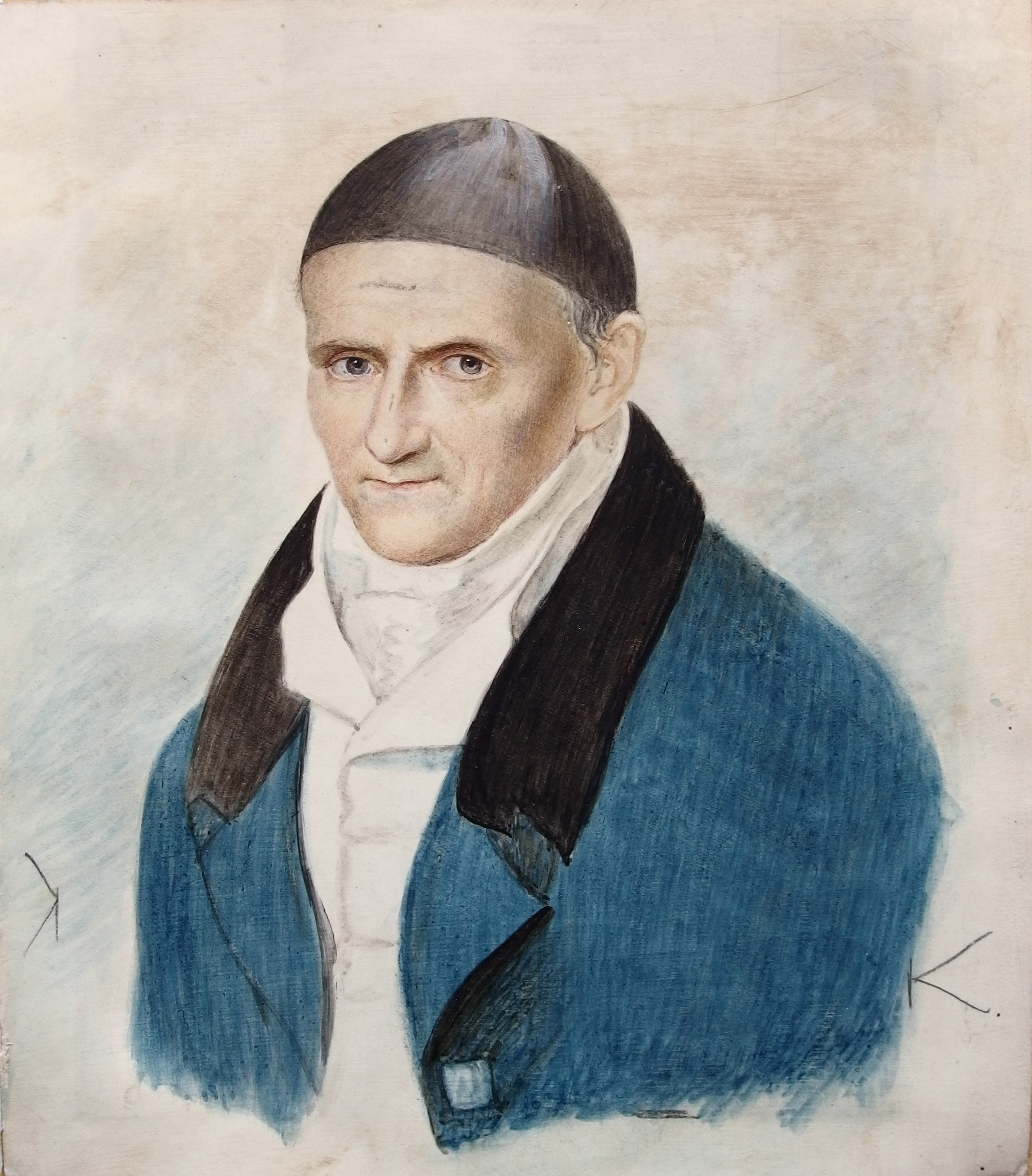
Vermutlich Graf August Wilhelm Rehberg um 1829
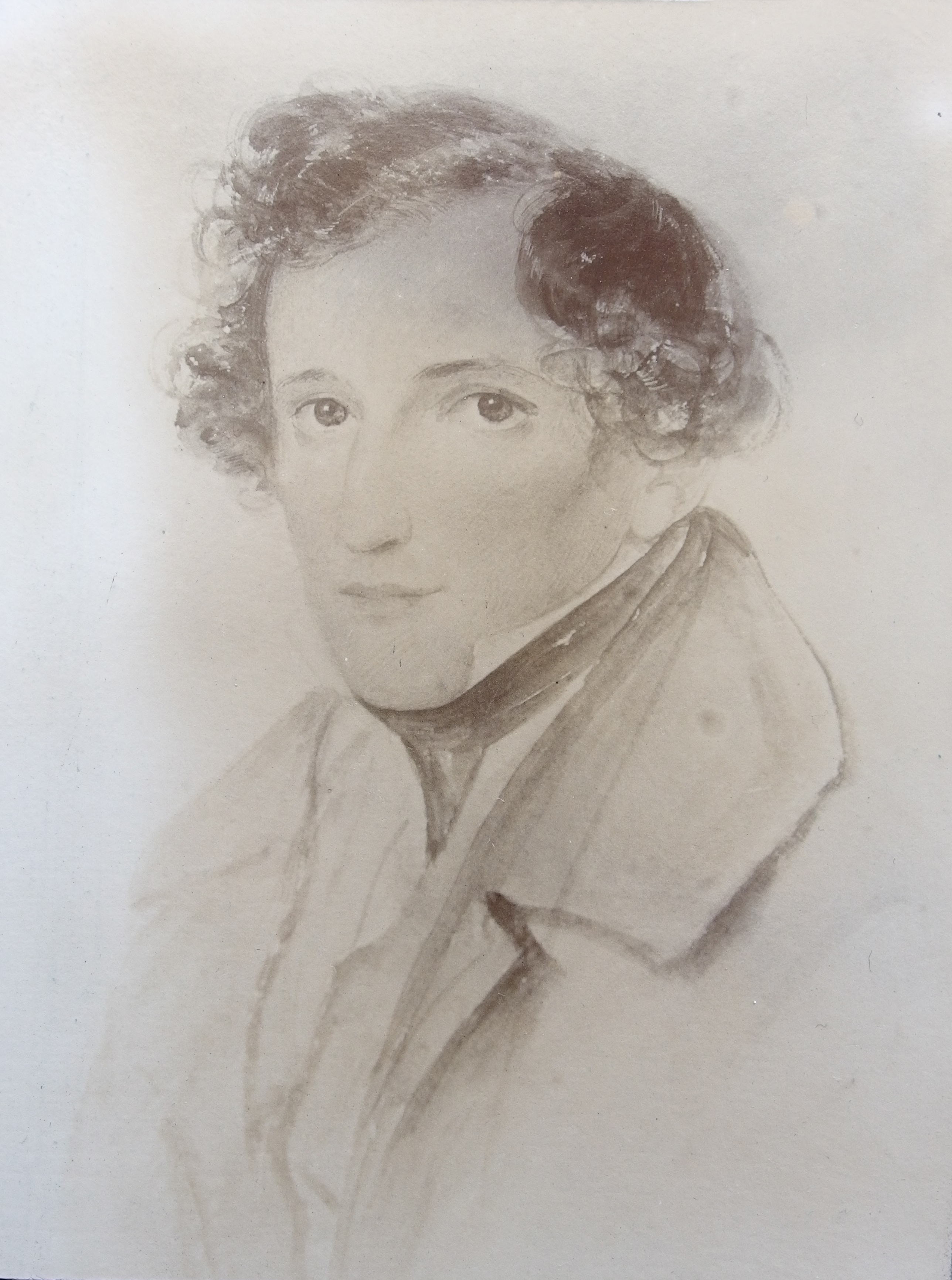
Felix Mendelssohn Bartholdy um 1832
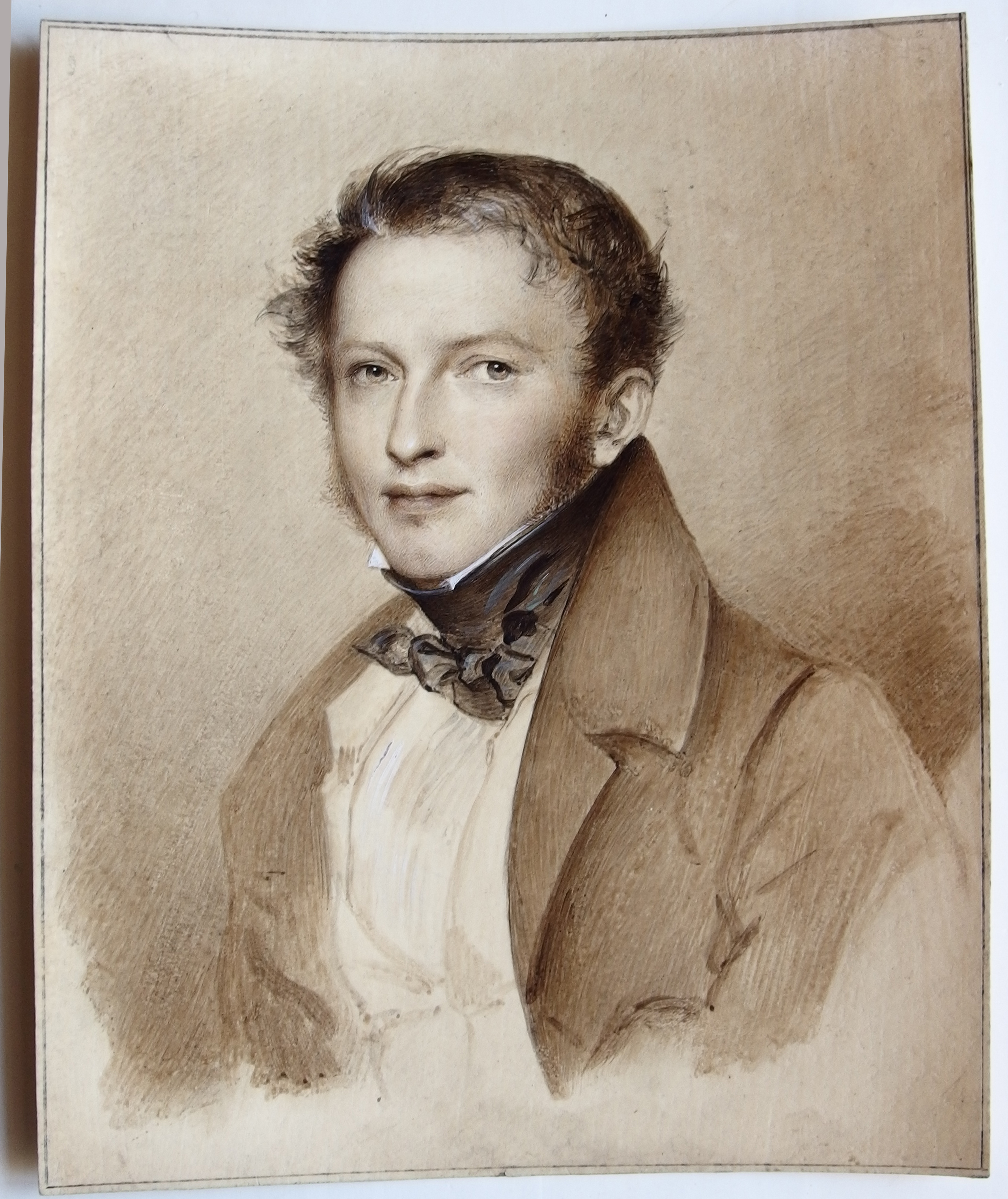
Karl Klingemann (1798–1862)
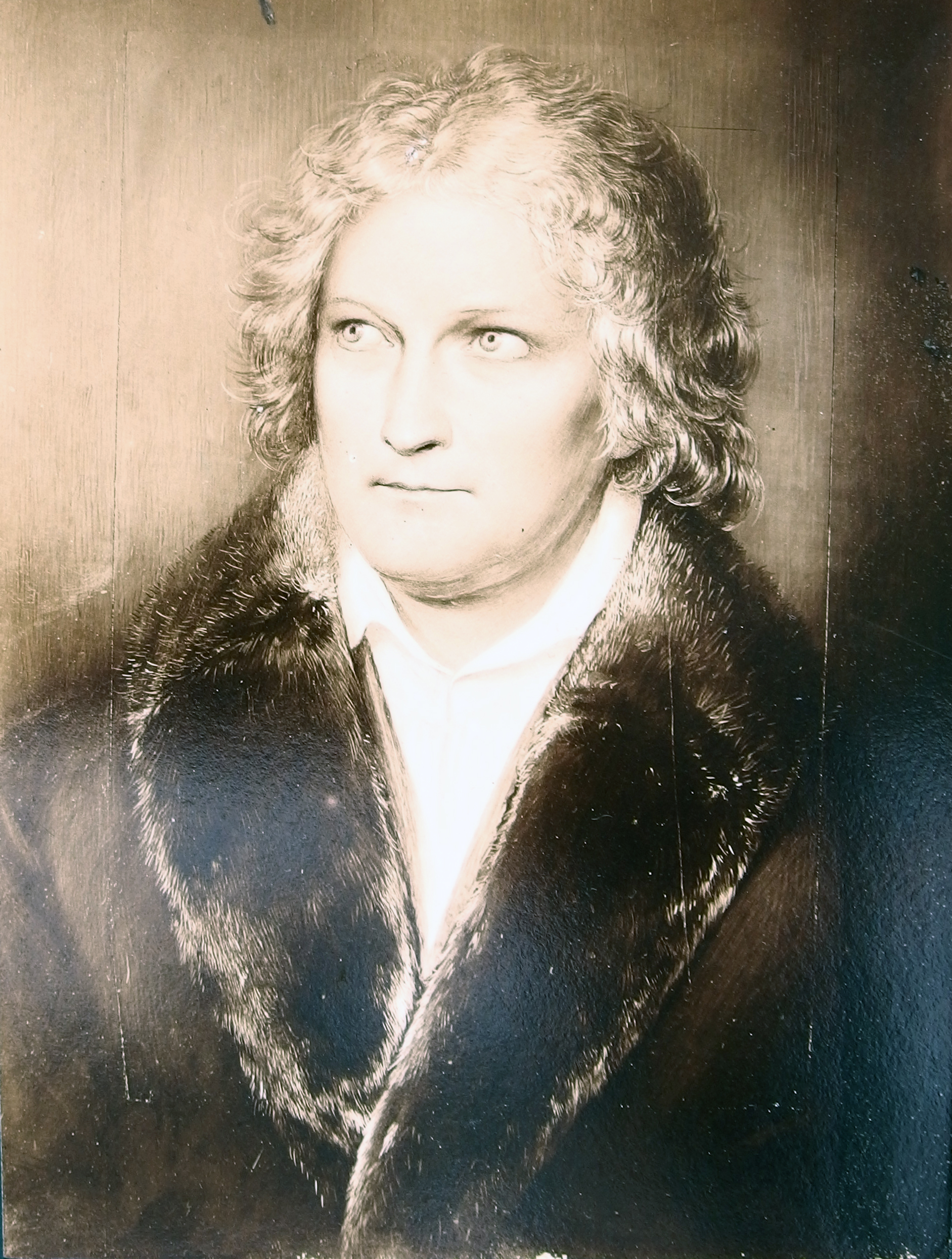
Bertel Thorvaldsen, Rom 1830
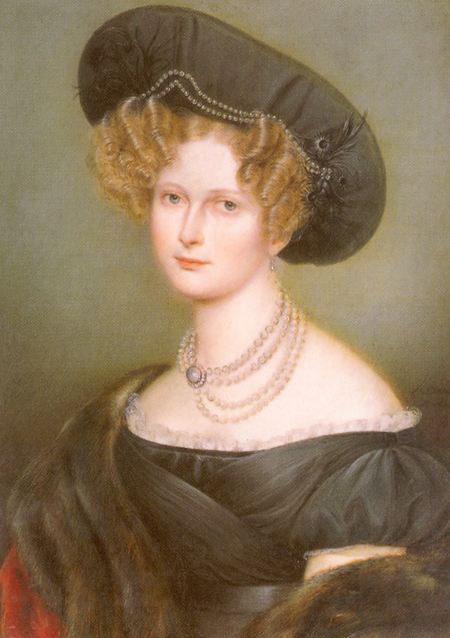
Großfürstin Helena Pawlowna von Russland um 1830